# Phyllonorycter graecus
Phyllonorycter graecus är en fjärilsart som beskrevs av Lastuvka 2007. Phyllonorycter graecus ingår i släktet guldmalar, och familjen styltmalar.
Artens utbredningsområde är Grekland. Inga underarter finns listade i Catalogue of Life.